# Heisenbergs ubestemthedsrelation
 Der er for få eller ingen kildehenvisninger i denne artikel, hvilket er et problem. Du kan hjælpe ved at angive troværdige kilder til de påstande, som fremføres i artiklen.

Heisenbergs ubestemthedsrelationer eller usikkerhedsrelationer siger, at visse par af fysiske størrelser  ikke kan bestemmes med vilkårlig nøjagtighed. Relationerne er opkaldt efter Werner Heisenberg, som var en af kvantemekanikkens grundlæggere.
En af Heisenbergs ubestemthedsrelationer udtaler sig om position og impuls. Hvis det om en partikel vides, at den befinder sig "her" nøjagtigt, er partiklens bevægelsesmængde til gengæld fuldstændig ubestemt. Hvis omvendt partiklens bevægelsesmængde er meget nøjagtigt bestemt (f.eks. fordi partiklen ligger stille), er dens position tilsvarende ubestemt. Ubestemthed er en uomgængelig del af naturen, og altså ikke blot et udtryk for menneskelig uformåen eller uvidenhed.
Udtrykt matematisk antager ubestemthedsrelationen for position ({\displaystyle x}) og impuls ({\displaystyle p_{x}}) form af en ulighed: {\displaystyle \sigma _{x}\cdot \sigma _{p_{x}}\geq {\frac {\hbar }{2}}}, hvor {\displaystyle \hbar } er givet ud fra Plancks konstant, {\displaystyle h}: {\displaystyle \hbar ={\frac {h}{2\pi }}}, og hvor {\displaystyle \sigma _{x}} og {\displaystyle \sigma _{p_{x}}} betegner ubestemtheden for hhv. sted og impuls i {\displaystyle x}-retningen. Tilsvarende relationer gælder for {\displaystyle \sigma _{y}} og {\displaystyle \sigma _{p_{y}}} hhv. {\displaystyle \sigma _{z}} og {\displaystyle \sigma _{p_{z}}}. Andre ubestemthedsrelationer er pålagt de fysiske variable energi og tid hhv. impulsmoment og vinkel. Relationen mellem disse ubestemhedsrelationer er alle givet ved en fouriertransformation.
Plancks konstant angiver grænsen for, hvornår den klassiske mekanik må erstattes af en kvantemekanisk naturbeskrivelse, nemlig når den virkning som knytter sig til et fænomen er af samme størrelsesorden som {\displaystyle h} eller mindre. Dette skift falder almindeligvis sammen med overgangen mellem makroskopisk og mikroskopisk, og det er forklaringen på at ubestemthed ikke observeres i hverdagen. Ubestemthed er nemlig en direkte konsekvens af den grundlæggende partikel-bølge dualitet som ytrer sig på (sub)atomart niveau.
Det er f.eks. ubestemthed, som tillader eksistensen af de virtuelle partikler, som formidler den stærke kernekraft og på den måde binder nukleonerne til hinanden i atomkerner. De kraftbærende partikler opstår ud af intet, men repræsenterer som ifølge Einsteins masse-energi-ækvivalensprincip en vis energi; energien "lånes" i et kort tidsrum, kortere jo større energien er, hvilket også er forklaringen på kraftens korte rækkevidde. En anden konsekvens er, at al bevægelse ikke er ophørt ved 0 K i strid med den gængse definition af det absolutte nulpunkt for temperatur. I så fald ville nemlig både sted og bevægelsesmængde være kendt med vilkårlig nøjagtighed. Den resulterende nulpunktsbevægelse kan ignoreres ved stuetemperatur, men spiller en voksende rolle jo mere man nærmer sig 0 K.